# جيمس دايسون (فيزيائي)
جيمس دايسون (بالإنجليزية: James Dyson)‏ (و. 1914 – 1990 م) هو فيزيائي  وكان عضواً في الجمعية الملكية .

## جوائز
حصل على جوائز منها:
- زمالة الجمعية الملكية.